# Truncatocornum nigrum
Truncatocornum nigrum är en insektsart som beskrevs av Yuan och Tian 1995. Truncatocornum nigrum ingår i släktet Truncatocornum och familjen hornstritar. Inga underarter finns listade i Catalogue of Life.